# Cheridene Green
Cheridene Anne-Marie Green (Londra, 19 settembre 1995) è una cestista britannica.

## Carriera
Con la Gran Bretagna ha disputato i Campionati europei del 2019.